# Musée Jules-Verne
Ne doit pas être confondu avec la maison de Jules Verne, à Amiens.
Pour les articles homonymes, voir Jules Verne (homonymie) et Verne.
Le musée Jules-Verne est un musée français  de Nantes, fondé en 1978 et consacré à l'écrivain Jules Verne (1828-1905), originaire de cette ville.

## Localisation
Le musée située dans le quartier Bellevue - Chantenay - Sainte-Anne, au 3, rue de l'Hermitage, au sommet de la butte Sainte-Anne dominant la Loire et le port, à proximité de l'« escalier Sainte-Anne » qui mène au quai Marquis-d'Aiguillon se trouvant en contrebas.

## Présentation
Il expose des livres, des manuscrits, des documents, des extraits d'œuvres ainsi que des illustrations, des affiches, des portraits de l'écrivain, des jeux et objets lui ayant appartenu et légués par ses descendants.

## Historique
Le musée est installé en 1978 à l'occasion du 150e anniversaire de la naissance de l'écrivain, dans une vaste maison bourgeoise construite de 1872 à 1878 par l'architecte Ernest-Marie Buron.
L'artiste peintre Jean Bruneau, aidé de Luce Courville, conservatrice de la bibliothèque municipale, se sont associés pour ouvrir ce musée. Le bâtiment, divisé en plusieurs appartements au cours du XXe siècle, est progressivement racheté par la Ville de Nantes : en 1965, pour la partie haute, et en 1973, pour la partie basse.
Même si cette demeure n'a aucun lien direct avec Jules Verne ou sa famille, il est à noter cependant que ses parents possédaient bien une maison de campagne dans le Bas-Chantenay (dès 1840), non loin d'ici, laquelle est toujours visible au no 29 bis de la rue des Réformes à proximité de l'église Saint-Martin,.
Le bâtiment qui abrite le musée a été rénové en 2005, année du centenaire de la mort de Jules Verne.
Conséquence de la transformation de la communauté urbaine en métropole, il devient un équipement métropolitain le 1er janvier 2015.

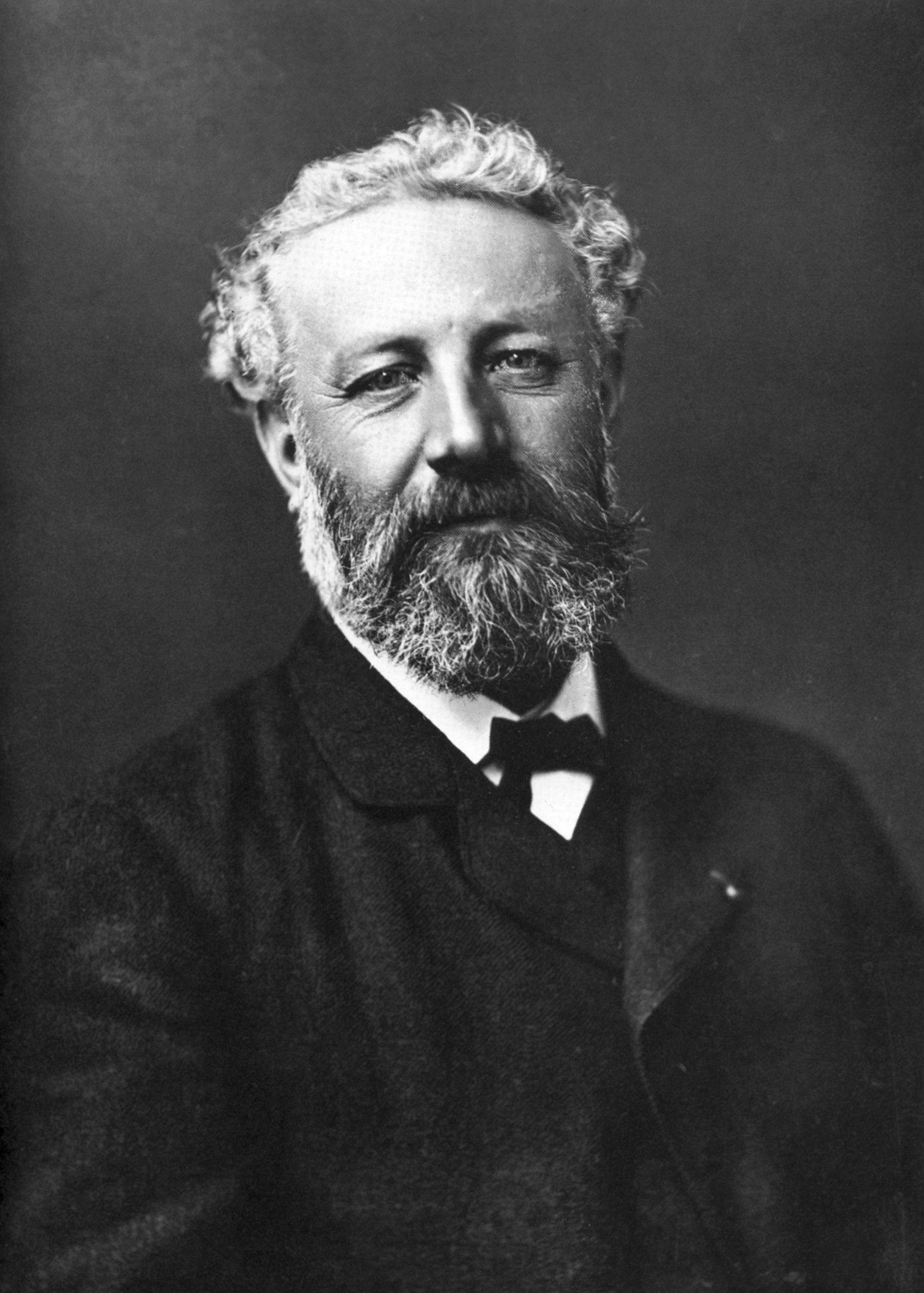
Jules Verne (1828-1905).
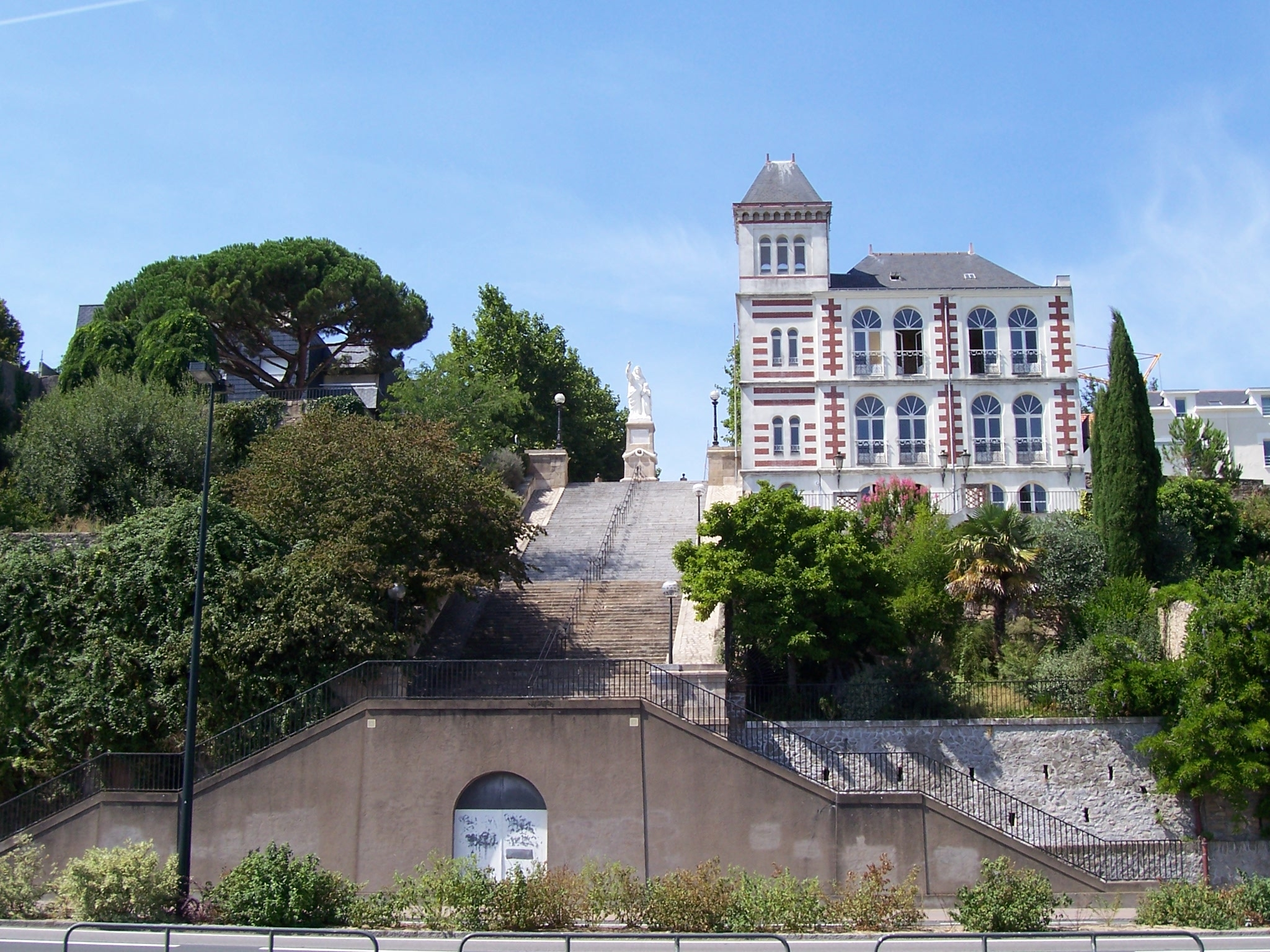
Musée au sommet de l'escalier Sainte-Anne.

## Projet de déménagement
La métropole envisage le déménagement du musée sur un nouveau site à l'horizon 2028 quatre fois plus grand que la maison de la rue de l'Hermitage, et investirait l'ancienne minoterie des « grands moulins de Loire », devenue un entrepôt loué dans les années 1940 à la Coopérative agricole de Nantes, puis transformé en immeuble de bureaux dans les années 1970 sous le nom de « immeuble CAP 44 ». Ce bâtiment de béton, situé en bord de Loire face à la carrière de Miséry et du « Jardin extraordinaire », représente un caractère patrimonial important dans la mesure où il fut l'un des premiers au monde à être construit selon le procédé Hennebique en 1895. Rénové dans son état d'origine, bien qu'en partie désossé, l'ancienne minoterie accueillera, outre les collections actuelles du musée enrichies par le fonds de la bibliothèque municipale de Nantes et par de nouvelles acquisitions, une bibliothèque, un restaurant et des terrasses,.